# Caddo Valley
Caddo Valley is een plaats (town) in de Amerikaanse staat Arkansas, en valt bestuurlijk gezien onder Clark County.

## Demografie
Bij de volkstelling in 2000 werd het aantal inwoners vastgesteld op 563.
In 2006 is het aantal inwoners door het United States Census Bureau geschat op 614, een stijging van 51 (9,1%).

## Geografie
Volgens het United States Census Bureau beslaat de plaats een oppervlakte van
7,6 km², geheel bestaande uit land. Caddo Valley ligt op ongeveer 64 m boven zeeniveau.

## Plaatsen in de nabije omgeving
De onderstaande figuur toont nabijgelegen plaatsen in een straal van 32 km rond Caddo Valley.